# Ghiacciaio Walker
Il ghiacciaio Walker è un ghiacciaio lungo circa 7 km situato nella regione centro-occidentale della Dipendenza di Ross, in Antartide. Il ghiacciaio, il cui punto più alto si trova a circa 2000 m s.l.m., si trova in particolare sul versante sud-orientale della dorsale Willett, nell'entroterra della costa di Scott, dove fluisce verso nord-est partendo dall'Altopiano Antartico e scorrendo giù per il versante sud-occidentale della valle di Barwick, costeggiando il versante occidentale dello sperone Gibson, senza però arrivare sul fondo della valle ma terminando il proprio corso molto vicino al ghiacciaio Webb, situato sul fondo dell'estremità nord-occidentale della valle.

## Storia
Il ghiacciaio Walker è stato mappato dai membri della spedizione Terra Nova, condotta dal 1910 al 1913 e comandata dal capitano Robert Falcon Scott, ma è stato così battezzato solo nel 2005 dal Comitato neozelandese per i toponimi antartici in onore di Barry Walker, un geologo che, nelle stagioni 1979-80, 1981-82 e 1982-83, prese parte alle spedizioni antartiche effettuate dall'Università Victoria di Wellington nei pressi del monte Bastion e dei colli Allan, siti proprio vicini al ghiacciaio.